# Ryan Bayley
Ryan Neville Bayley (Perth, 9 maart 1982) is een Australisch wielrenner. Zijn wieleractiviteiten spelen zich (voornamelijk) af op de baan. In 2004 werd hij olympisch kampioen op de sprint door in de finale Theo Bos te  verslaan. Tevens werd hij olympisch kampioen op het onderdeel Keirin.
Hij is de broer van baanwielrenster Kristine Bayley.

## Palmares
2000
- Wereldkampioen sprint bij de junioren

2001
- Wereldkampioen keirin
- Vicewereldkampioen ploegsprint

2002
- Vicewereldkampioen ploegsprint

2004
- Olympisch kampioen sprint
- Olympisch kampioen keirin
- 3e Wereldkampioenschap sprint

2006
- 3e Wereldkampioenschap ploegsprint

2000: Florian Rousseau ·
2004: Ryan Bayley ·
2008: Chris Hoy ·
2012: Chris Hoy ·
2016: Jason Kenny ·
2020: Jason Kenny · 
2024: Harrie Lavreysen
1896: Paul Masson ·
1900: Albert Taillandier ·
1920: Maurice Peeters ·
1924: Lucien Michard ·
1928: Roger Beaufrand ·
1932: Jacques van Egmond ·
1936: Toni Merkens ·
1948: Mario Ghella ·
1952: Enzo Sacchi ·
1956: Michel Rousseau ·
1960: Sante Gaiardoni ·
1964: Giovanni Pettenella ·
1968: Daniel Morelon ·
1972: Daniel Morelon ·
1976: Anton Tkáč ·
1980: Lutz Heßlich ·
1984: Mark Gorski ·
1988: Lutz Heßlich ·
1992: Jens Fiedler ·
1996: Jens Fiedler ·
2000: Marty Nothstein ·
2004: Ryan Bayley ·
2008: Chris Hoy · 
2012: Jason Kenny · 
2016: Jason Kenny · 
2020: Harrie Lavreysen · 
2024: Harrie Lavreysen